# Santa Clara (Biskaya)
Die Isla de Santa Clara ist eine Insel in der Bucht La Concha vor San Sebastian im spanischen Baskenland.
Auf der Insel befindet sich ein ehemaliger Leuchtturm, in dem seit 2021 eine Skulptur von Cristina Iglesias zu sehen ist, sowie eine Bootsanlegestelle mit Kiosk und ein kleiner Strand.
Eine Besonderheit ist eine endemische Unterart der Katalanischen Mauereidechse, die nur auf der Insel und dem benachbarten Berg Urgull heimisch ist.

## Geschichte
Im 16. Jahrhundert wurde die Insel als Quarantänezentrum für Kranke genutzt. Die Insel befindet sich in Staatsbesitz.